# Villa Pitignano
Villa Pitignano è una frazione di 3 976 abitanti del comune di Perugia (PG).
Il nucleo storico (Villa Pitignano Alta) del paese si sviluppa in cima a una collina di media altezza, che domina la valle Tiberina centrale, a cui si affianca la nuova parte del paese, nata ai piedi della collina (Villa Pitignano Bassa). La frazione si trova a circa 12 km a est di Perugia, e fa parte dell'area sub-comunale ex Circoscrizione VI Ponte Felcino.

## Storia
Una prima traccia del nome (Pago Paetiniano) si trova in una placca di bronzo, scoperta intorno al 1870 dal prof. Adamo Rossi nei pressi della chiesa di Villa Pitignano. La placca è incisa in lettere tratteggiata e ha anche un manico a forma d'anello. Il testo recita:
| T E S S E R A · > · P A G A N A · F E C I T L · F A R V S A N V S · F A V O R · M A G I S T E R I O · S V O · P V B D O N A V I T · P A G O P A E T I N I A N O · F V N D O · C · T E R E N T I I V N I O R I S L · P · S E R V I T O R |

Secondo lo storico Annibale Mariotti, il nome va fatto risalire a quello di Petinius, un console romano che si stabilì nel territorio.
Nel 1262 e nel 1380 si hanno notizie di due paesi distinti, Villa Sanctae Mariae Petegnani e Villa Petegnani, che possiamo far coincidere con l'odierno nucleo collinare (il primo) e con la zona attualmente denominata Colle di Santa Croce (il secondo).
La chiesa di Santa Maria di Pitignano venne affidata nel 1387 ad alcuni monaci benedettini di San Pietro di Perugia, a cui si deve probabilmente la costruzione di un monastero, i cui resti sono ben visibili nella struttura del borgo.
Nel 1428 vengono nominate le figure dei capitani del contado e nel 1552 alcuni abitanti ottennero la cittadinanza perugina dietro pagamento di un tributo annuale.Nel 1900 era solo un piccolo paese di campagna chiuso nelle mura dell'antico castello medioevale; poche case lungo la strada che scendeva al piano: ora il Villaggio. Questo paese si è mantenuto quasi uguale fino al 1980 circa, quando sono sorte le prime case lungo la strada che va a Ponte Felcino. Al piano, numerose erano le case dei contadini, spesso raggruppate in fattorie o piccoli gruppi di case coloniche: tra cui le "Corbine" e il "Giordano"; ma alcune avevano nomi diversi da quelli segnati nella cartina, come i "Tre Contadini" e il "Disco". 

## Monumenti e luoghi d'interesse
- Chiesa di Santa Maria Assunta (XIV secolo), riedificata nel 1864-65 e ristrutturata nei primi anni 2000 a seguito dei danni provocati dal terremoto di Umbria e Marche del 1997;
- Percorso naturalistico lungo il fiume Tevere.

## Cultura
La Filarmonica Santa Cecilia nata nel 1895 come Fanfara ha sempre coinvolto gli abitanti della frazione nella passione comune della musica. Organizza una Scuola di Musica per bambini e adulti.

### Eventi
A Villa Pitignano si tengono alcune sagre e manifestazioni durante l'anno, di cui la più importante è la sagra estiva denominata "- Sagrà del Baccalà" (la denominazione fino al 2011 era "Petinius 2000") che si svolge in genere nel periodo tra la fine di agosto e l'inizio di settembre fin dal 1999.
Altri appuntamenti sono:
- Festa Medioevale e Assaggi per l'Antico Borgo, presso il borgo del centro storico generalmente alla fine di luglio
- Festa della Madonna di S. Croce, festa religiosa che si svolge ogni 3 anni generalmente nel periodo di settembre nell'arco di 7 o più giorni con diversi appuntamenti ed eventi liturgici
- Rassegna Bande Musicali "Memorial Bicini" che si svolge a metà Giugno . Org Filarmonica Santa Cecilia di Villa Pitignano.

## Economia
Il territorio è circondato dalla campagna, per cui l'agricoltura ha sempre giocato un ruolo cruciale nello sviluppo del paese. Nel XIX secolo la costruzione di una fornace per laterizi ha segnato l'avvio di una lieve industrializzazione.

## Sport

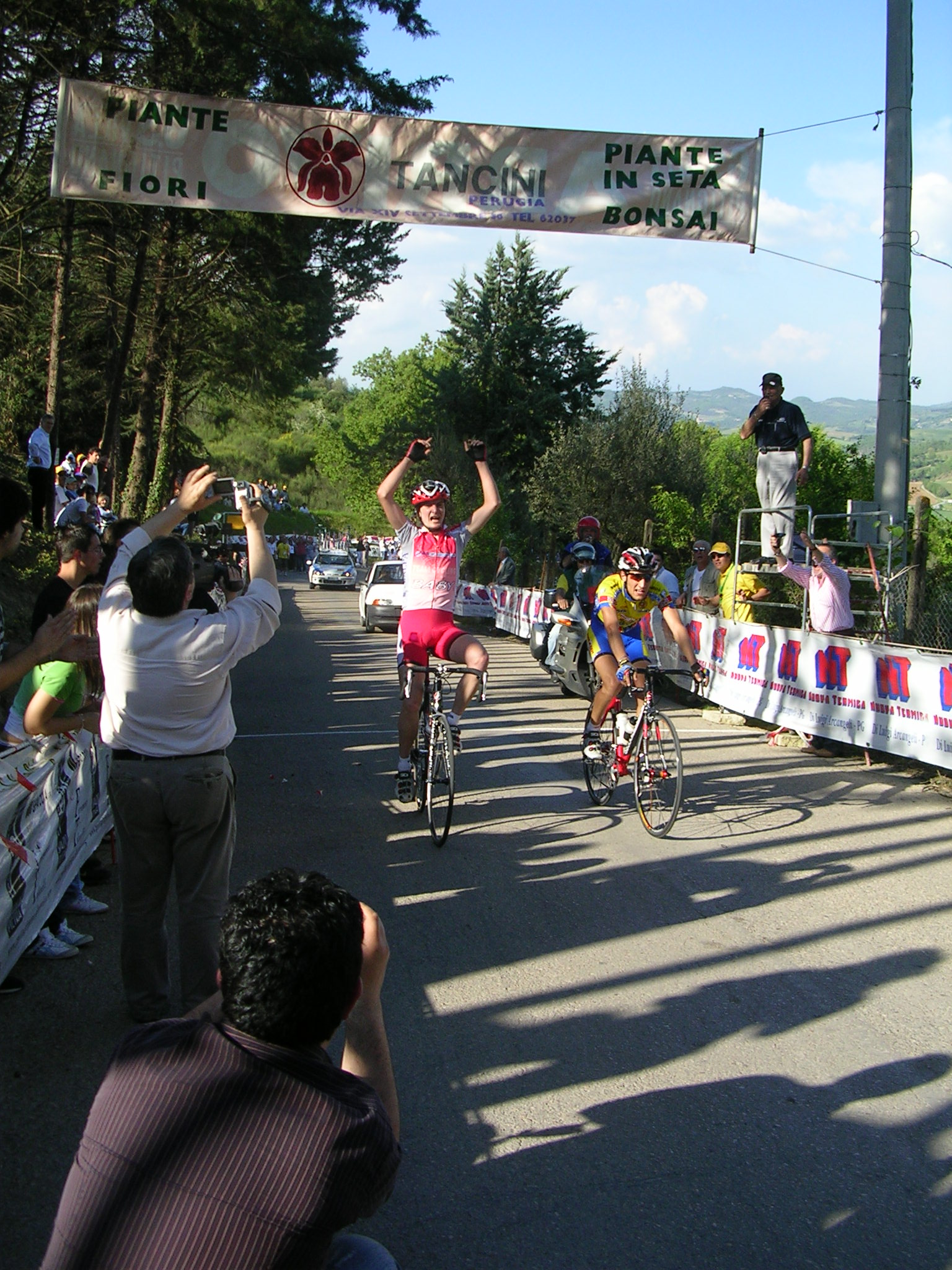
Un momento dell'edizione 2007 del Trofeo Walter Sorbi

### Associazioni sportive e Culturali
- Gs Villa Pitignano (ciclismo). Organizza il Trofeo Walter Sorbi - Trofeo Adriano Marchesi - Trofeo Filino Spaccia.
- UISP Villa Pitignano (calcio). È la società di calcio amatoriale di Villa Pitignano fondata nel 1979 da alcuni paesani, che spinti dall'euforia dei successi della Perugia calcistica di quegli anni, il famoso Perugia dei miracoli, decisero di fondare l'omonima società. Il 7 settembre 2019 la società ha organizzato una cena per festeggiare i 40 anni dalla nascita alla quale hanno aderito 400 persone. Con l'occasione è stato presentato il libro "40 in ogni respiro" di Marcello Moretti, pioniere della squadra e attuale mister in carica.[3]
- Filarmonica Santa Cecilia dal 1895. Organizza il "Memorial Bicini" Rassegna Nazionale di Bande Musicali a metà Giugno, sotto la dicitura Villa Sonora.

### Impianti sportivi
- Campo di calcio.